# Công viên văn hóa của Thung lũng Jelenia Góra

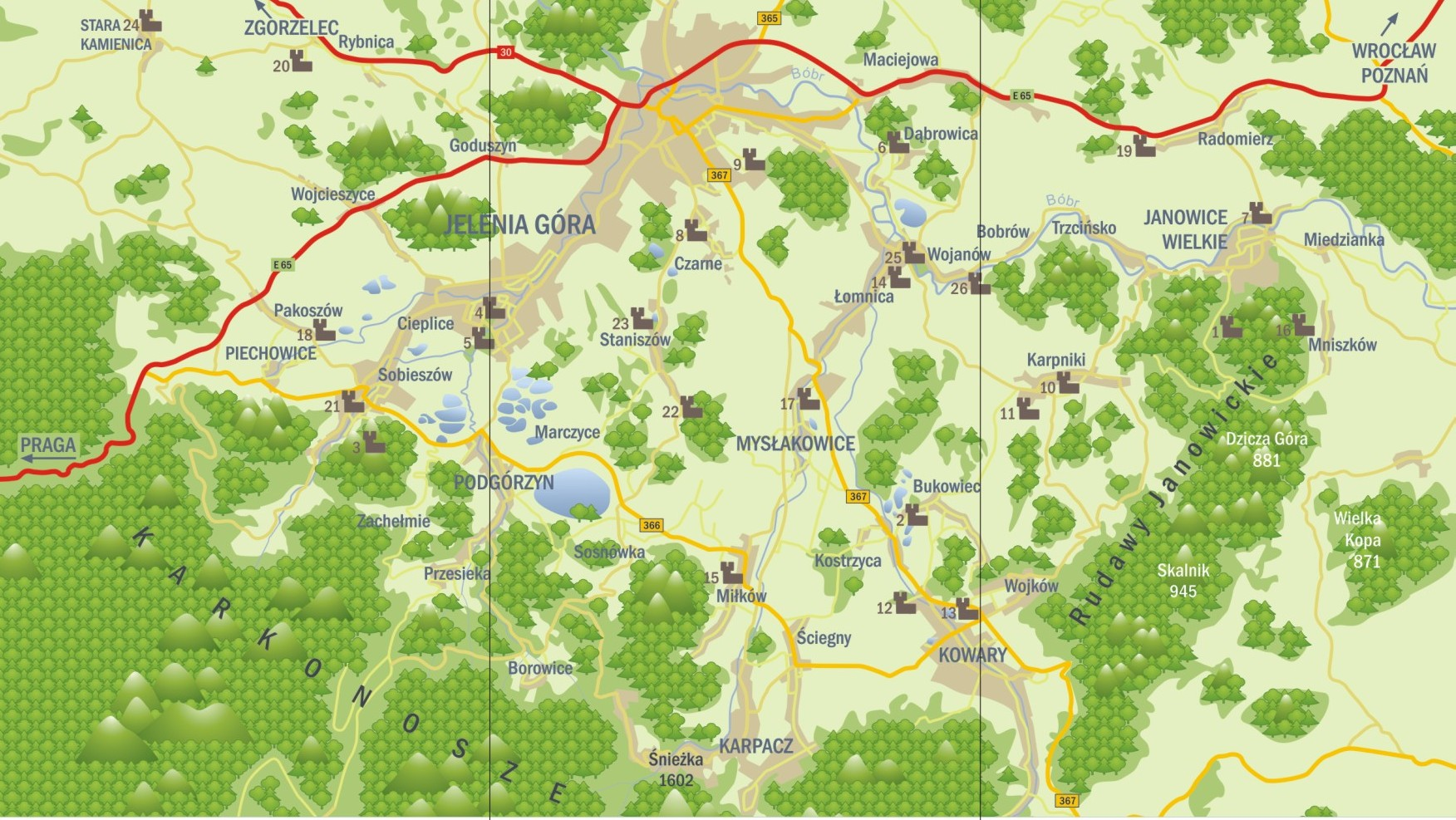
Bản đồ khu vực có các lâu đài và cung điện

Công viên văn hóa của Thung lũng Jelenia Góra (Thung lũng của cung điện và vườn) - công viên văn hóa bao gồm các cung điện và công viên ở vùng Nam, Trung, Bắc và phía Đông của các thung lũng Jelenia và các bộ phận liền kề dãy núi Kaczawa, Rudawy Janowickie và dãy núi khổng lồ, trong tỉnh Lower Silesia, Ba Lan. Nó được công nhận là một tượng đài lịch sử của Ba Lan.
Sự tồn tại của công viên nhằm bảo vệ tính toàn diện và phục hồi các khu dân cư của Lưu vực Jelenia Góra và các khu định cư thế kỷ 19 đặc trưng cho khu vực .

## Lịch sử
Công viên được tạo ra bởi Hợp tác xã Karkonosze vào ngày 24 tháng 10 năm 2008  trên cơ sở Đạo luật Bảo vệ Di tích . Vào ngày 20 tháng 9 năm 2011, công viên văn hóa đã được Tổng thống Cộng hòa Ba Lan công nhận là một di tích lịch sử .

## Thành phần
Trong công viên có 20 lâu đài và cung điện, mà là nơi ở của các hoàng tử Silesian, gia đình hoàng gia Phổ (bao gồm các vị vua Phổ: William III và William IV), gia đình của giới quý tộc Ba Lan, Đức, Séc và Áo, Radziwiłłów, Czartoryskich, Schaffgotschów, Hohenzollernów . Các kiến trúc sư Karl Friedrich Schinkel, Friedrich August Stüler và kiến trúc sư cảnh quan Peter Joseph Lenné đã tham gia vào việc xây dựng các công trình này.

## Thành lập Thung lũng cung điện và Vườn Thung lũng Jeleniogórska
Dự án được thành lập bởi chủ sở hữu của một số cung điện, tìm kiếm quỹ tài trợ để cứu các di tích và quảng bá khu vực này. Quỹ lập bảng thông tin và biển chỉ dẫn cho một số khu trong thung lũng. Quỹ cũng góp phần tạo ra một công viên văn hóa và hiện đang cố gắng đưa khu vực này vào Danh sách Di sản Văn hóa Thế giới của UNESCO .